# Реєстр наукових фахових видань України
«Реє́стр науко́вих вида́нь Украї́ни»— довідково-інформаційний ресурс, призначений для інформування наукової громадськості та покращення доступу до відомостей про українські наукові видання з різних галузей знань. Створений фахівцями ДНУ УкрІНТЕІ.
Відомості про вітчизняні наукові видання, які представлено на ресурсі, регулярно оновлюються, а загальний перелік актуалізується відповідно до рішень, прийнятих МОН України згідно з наказом від 15.01.2018 р. №32. Сервіс включає дані про всі наукові видання категорії «А» та категории «Б». Також представлено нефахові наукові видання, які мають потенціал для присвоення певної категорії.
Ресурс розрахований на науковців, освітян, інноваторів, наукові установи та організації України, заклади вищої освіти, юридичних та фізичних осіб, що створюють або мають на меті використання науково-технічного потенціалу України.
Сервіс став доступний з 22 грудня 2018 р. на власному сайті (http://nfv.ukrintei.ua/) з 22 грудня 2018 р. та з сайту МОН України.

### Структура даних
Ресурс наповнено актуальним верифікованим контентом, що складається з метаданих про українські наукові видання, а саме:
- назва видання (є можливість ввести назву різними мовами, транслітерація назви тощо);
- найменування засновника (співзасновників), підпорядкованість, навчальний заклад або ні;
- категорія видання, дата й номер наказу про присвоєння категорії або відмову;
- галузь науки[3] та дата й номер наказу про включення до переліку фахових видань або відмову;
- спеціальність[3] та дата й номер наказу про включення до переліку фахових видань або відмову;
- посилання на Web-сайт видання;
- посилання на Web-архіви видання;
- ISSN (print, online);
- мови видання, а також мови резюме до статей;
- тематика видання;
- реєстраційні дані друкованого видання;
- періодичність випуску (згідно реєстраційного свідоцтва та фактична);
- сфера розповсюдження;
- відомості про рецензування (одностороннє "сліпе", двостороннє "сліпе", відкрите, зовнішнє, внутрішнє);
- наявність DOI;
- відомості про кожного члена редакційної колегії;
- міжнародні бази і каталоги, у яких індексується видання (із відповідним посиланням);
- URL сторінки видання у Національній бібліотеці ім.Вернадського;
- відомості про окрему статтю з певного видання;
- контактні дані (телефон, факс, поштова та електронна адреса) тощо.

Програмно забезпечена можливість простого та розширеного пошуку, доступна опція сортування отриманих результатів.
Фахівцями УкрІНТЕІ здійснюється постійна підтримка користувачів довідково-інформаційної системи «Реєстр наукових видань України», відбувається оновлення і доповнення контенту, а також постійна актуалізація інформації за наказами МОН України. Зареєстровані видавці можуть самостійно здійснювати редагування відомостей про наукові видання, користуючись для цього власним електронним кабінетом. 
Сервіс використовується як один із шляхів завантаження файлу та метаданих наукової статті у Національний репозитарій академічних текстів (НРАТ).